# Salvador Cabezas
Salvador Flamenco Cabezas (San Salvador, 28 de fevereiro de 1947) é um ex-futebolista profissional salvadorenho, que atuava como atacante.

## Carreira
Salvador Cabezas fez parte do elenco da histórica Seleção Salvadorenha de Futebol da Copa do Mundo de 1970 e das Olimpíadas de 1968, ele atuou em três partidas. 